# Villers-l'Hôpital
Villers-l'Hôpital és un municipi francès situat al departament del Pas de Calais i a la regió dels Alts de França. L'any 2007 tenia 270 habitants.

## Demografia

### Població
El 2007 la població de fet de Villers-l'Hôpital era de 270 persones. Hi havia 104 famílies de les quals 20 eren unipersonals (4 homes vivint sols i 16 dones vivint soles), 32 parelles sense fills, 28 parelles amb fills i 24 famílies monoparentals amb fills.
La població ha evolucionat segons el següent gràfic:
Habitants censats

### Habitatges
El 2007 hi havia 130 habitatges, 105 eren l'habitatge principal de la família, 15 eren segones residències i 10 estaven desocupats. 129 eren cases i 1 era un apartament. Dels 105 habitatges principals, 78 estaven ocupats pels seus propietaris, 24 estaven llogats i ocupats pels llogaters i 3 estaven cedits a títol gratuït; 2 tenien dues cambres, 10 en tenien tres, 24 en tenien quatre i 69 en tenien cinc o més. 82 habitatges disposaven pel capbaix d'una plaça de pàrquing. A 48 habitatges hi havia un automòbil i a 45 n'hi havia dos o més.

### Piràmide de població
La piràmide de població per edats i sexe el 2009 era:
| Homes | Edats   | Dones |
| ----- | ------- | ----- |
| 0     | 95 o +  | 0     |
| 0     | 90 a 94 | 0     |
| 0     | 85 a 89 | 4     |
| 8     | 80 a 84 | 0     |
| 4     | 75 a 79 | 12    |
| 8     | 70 a 74 | 0     |
| 4     | 65 a 69 | 16    |
| 0     | 60 a 64 | 4     |
| 4     | 55 a 59 | 0     |
| 16    | 50 a 54 | 16    |
| 4     | 45 a 49 | 8     |
| 12    | 40 a 44 | 12    |
| 8     | 35 a 39 | 16    |
| 4     | 30 a 34 | 12    |
| 8     | 25 a 29 | 0     |
| 16    | 20 a 24 | 12    |
| 12    | 15 a 19 | 24    |
| 12    | 10 a 14 | 28    |
| 12    | 5 a 9   | 8     |
| 0     | 0 a 4   | 4     |

## Economia
El 2007 la població en edat de treballar era de 161 persones, 124 eren actives i 37 eren inactives. De les 124 persones actives 106 estaven ocupades (60 homes i 46 dones) i 18 estaven aturades (8 homes i 10 dones). De les 37 persones inactives 7 estaven jubilades, 13 estaven estudiant i 17 estaven classificades com a «altres inactius».

### Ingressos
El 2009 a Villers-l'Hôpital hi havia 106 unitats fiscals que integraven 270 persones, la mediana anual d'ingressos fiscals per persona era de 14.598 €.

### Activitats econòmiques
Dels 2 establiments que hi havia el 2007, 1 era d'una empresa de construcció i 1 d'una empresa de comerç i reparació d'automòbils.
L'any 2000 a Villers-l'Hôpital hi havia 11 explotacions agrícoles que ocupaven un total de 544 hectàrees.

## Equipaments sanitaris i escolars
El 2009 hi havia una escola elemental integrada dins d'un grup escolar amb les comunes properes formant una escola dispersa.

## Poblacions més properes
El següent diagrama mostra les poblacions més properes.